# クリストファー・オニール

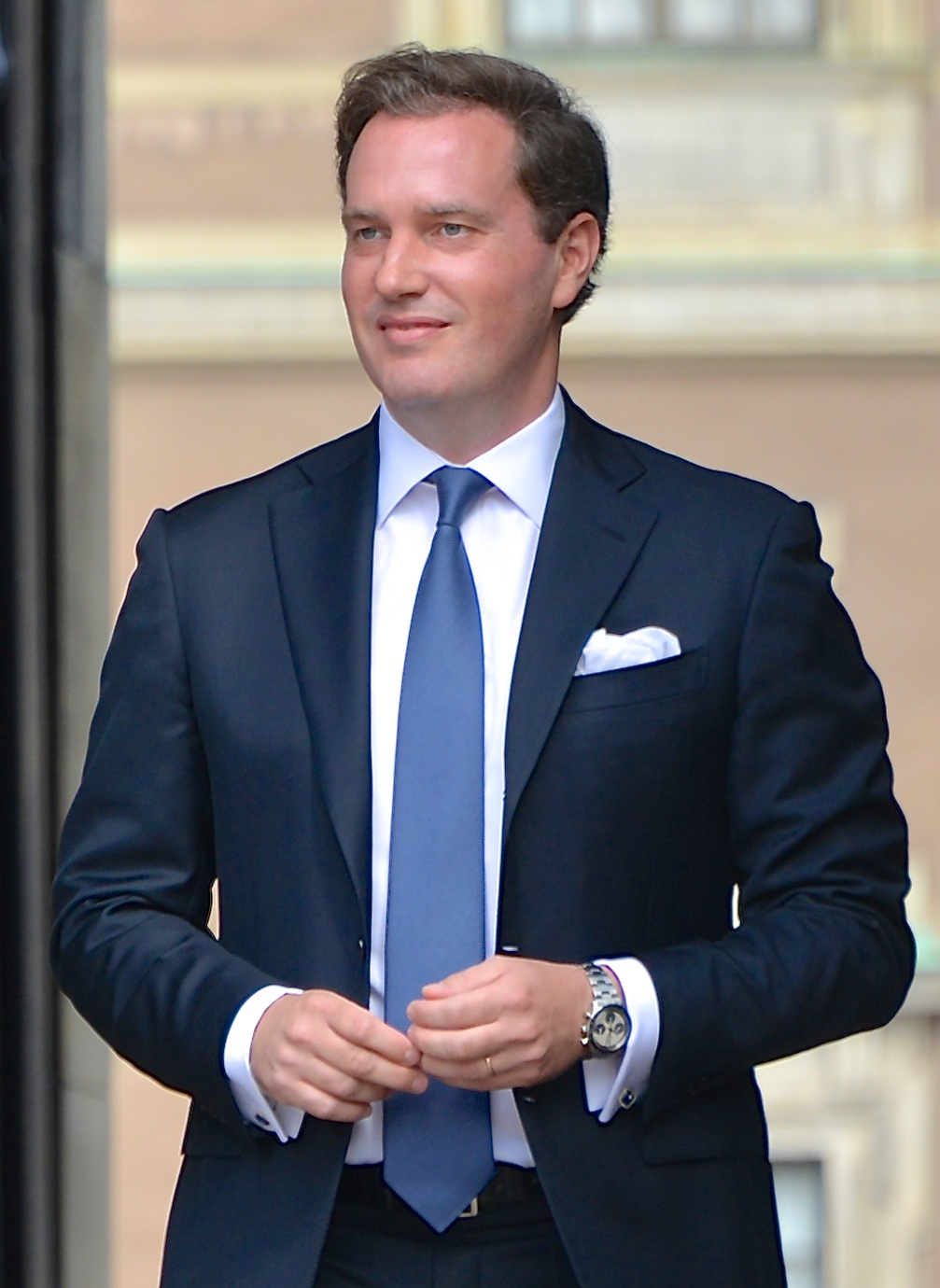
2014年

クリストファー・ポール・オニール（Christopher Paul O'Neill, 1974年6月27日 - ）は、イギリス出身のアメリカ合衆国の投資家で、スウェーデン王女マデレーンの夫である。

## 略歴
投資銀行勤務のアメリカ人の息子として、ロンドンで生まれた。幼少期は父の仕事の都合で、イギリス、スイス、オーストリア、ドイツで過ごした。ボストン大学、コロンビア・ビジネス・スクールで学び、ニューヨークで働き始める。
マデレーン王女とは、2011年彼女がニューヨークに長期滞在していた頃に出会って交際を始めた。2012年10月25日に婚約を発表し、2013年6月8日にストックホルム宮殿のチャペルで結婚式が執り行われた。夫妻はその後ニューヨークに生活拠点を置いた。
2014年2月20日に第1子のレオノール（Princess Leonore）がニューヨークで誕生し、同年6月8日にストックホルムで洗礼式を行った。2015年6月15日に第2子のニコラス（Prince Nicholas）が、2018年3月9日に第3子のアドリアンネ（Prinsessan Adrienne）が誕生している。
現在はロンドンとストックホルムを行き来しながら生活している。
スウェーデンの法律では、王女の子も王室の範囲内に入るのでオニールの子2人もそれぞれ王女（プリンセス）、王子（プリンス）となる。ただし2019年10月7日付けで、王女・王子の称号や爵位は保持しながらも、「殿下」の称号を有したりや国費を受け取る王族の身分からは外れている。